# Радзіве (Цехановський повіт)
Радзіве (пол. Radziwie) — село в Польщі, у гміні Ойжень Цехановського повіту Мазовецького воєводства.
Населення — 43 особи (2011).
У 1975—1998 роках село належало до Цехановського воєводства.

## Демографія
Демографічна структура станом на 31 березня 2011 року:
|          | Загалом | Допрацездатний вік | Працездатний вік | Постпрацездатний вік |
| -------- | ------- | ------------------ | ---------------- | -------------------- |
| Чоловіки | 25      | 8                  | 14               | 3                    |
| Жінки    | 18      | 3                  | 9                | 6                    |
| Разом    | 43      | 11                 | 23               | 9                    |